# Liên hoan phim quốc tế Busan

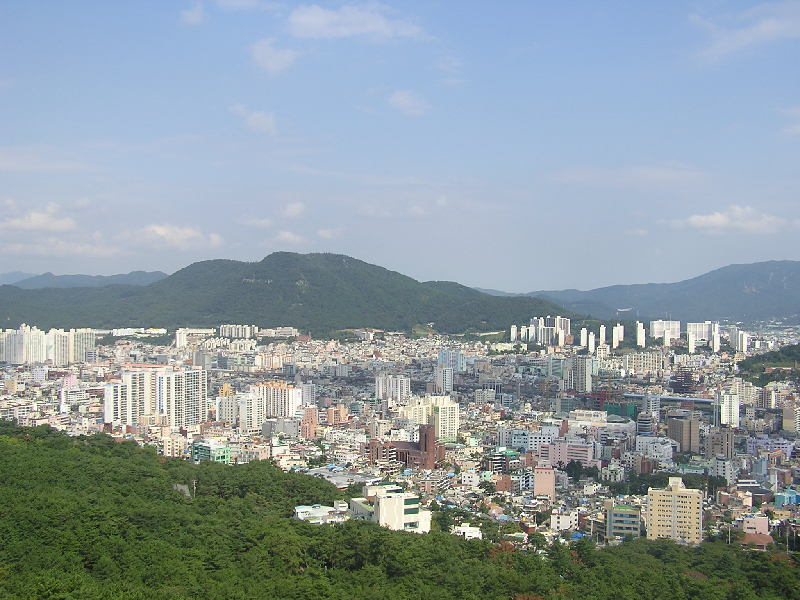
Thành phố Pusan

Liên hoan phim quốc tế Busan là một liên hoan phim hàng năm được tổ chức tại Busan, Hàn Quốc, một trong những liên hoan phim quan trọng nhất tại châu Á. Lần đầu tiên được tổ chức từ ngày 13 tháng 9 đến ngày 21 tháng 9 năm 1996, và cũng là lần tổ chức liên hoan phim quốc tế đầu tiên tại Hàn Quốc.

## Các giải thưởng được trao
- Giải FIPRESCI: giải do các nhà báo điện ảnh quốc tế bình chọn
- Giải Netpac(Network for the Promotion of Asian Cinema): giải do các nhà làm phim khắp châu Á bình chọn
- Giải Sonje: Giải phim Hàn Quốc ngắn xuất sắc nhất
- Giải Woonpa: Giải phim tài liệu Hàn Quốc xuất sắc nhất

## Lịch sử
- 13 tháng 9 - 21 tháng 9, 1996: 173 phim từ 31 quốc gia
- 10 tháng 10 - 18 tháng 10, 1997: 166 phim từ 34 quốc gia
- 24 tháng 9 - 1 tháng 10, 1998: 211 phim từ 41 quốc gia
- 14 tháng 10 - 23 tháng 10, 1999: 211 phim từ 40 quốc gia
- 6 tháng 10 - 14 tháng 10, 2000: 207 phim từ 55 quốc gia
- 9 tháng 11 - 17 tháng 11, 2001: 201 phim từ 60 quốc gia
- 11 tháng 11 - 23 tháng 11, 2002: 226 phim từ 57 quốc gia
- 2 tháng 10 - 10 tháng 1, 2003: 243 phim từ 61 quốc gia
- 7 tháng 10 - 15 tháng 10, 2004: 262 phim từ 63 quốc gia
- 6 tháng 10 - 14 tháng 10, 2005: 307 phim từ 73 quốc gia